# Schefflera seemanniana
Espèce
Classification phylogénétique
Statut de conservation UICN

 LC  : Préoccupation mineure
Schefflera seemanniana est une espèce de plantes à fleurs de la famille des Araliaceae et du genre Schefflera.